# هيو وايت
هيو وايت (بالإنجليزية: Hugh Whyte)‏ (24 يوليو 1955 - 9 نوفمبر 2009) هو لاعب كرة قدم بريطاني في مركز حراسة المرمى. لعب مع نادي هيبرنيان.